# IC 1359
IC 1359 — галактика типу S? (спіральна галактика) у сузір'ї Дельфін.
Цей об'єкт міститься в оригінальній редакції індексного каталогу.